# Maksim Niehoda
Maksim Jurjewicz Niehoda (biał. Максім Юр'евіч Негода; ur. 7 lipca 1998) – białoruski zapaśnik walczący w stylu klasycznym. Zajął jedenaste miejsce na mistrzostwach świata w 2019. Mistrz Europy w 2020. Trzeci na MŚ U-23 w 2019 i MŚ kadetów w 2015. Wicemistrz Europy juniorów w 2018, trzeci na ME kadetów w 2012 roku.